# کوفره ده پروته
کوفره ده پروته (به اسپانیایی: Cofre de Perote) یک کوه در مکزیک است. کوفره ده پروته ۴٬۲۸۲ متر بالاتر از سطح دریا واقع شده‌است.